# Haïlji
Haïlji (en hangeul : 하일지), de son vrai nom Rim Jong Joo, né le 3 mai 1955 à Gyeongju dans le Gyeongsang du Nord, est un écrivain, poète et peintre sud-coréen.

## Biographie
Haïlji est né Rim Jong Joo le 3 mai 1955 à Gyeongju dans le Gyeongsang du Nord. Il est diplômé de l'université Chung-Ang en création littéraire. Il a ensuite enseigné dans le secondaire jusqu'en 1983, avant de quitter la Corée pour la France. En France, il obtient une maîtrise à l'université de Poitiers et un doctorat à l'université de Limoges. Il retourne en Corée en 1989. Sa carrière d'auteur a commencé avec la publication de son controversé La route de l'hippodrome (Gyeongmajang ganeun gil). Plusieurs de ses œuvres ont été adaptées en films ou en pièces de théâtre. À ce titre, il est également connu pour être un important contributeur au développement du cinéma coréen moderne. En 2018, il commence à peindre et réalise l’année suivante sa première exposition personnelle.

## Œuvre
Le premier livre de Haïlji est La route vers l'hippodrome qui lui a apporté une célébrité immédiate. Le roman évoque un intellectuel qui vient de rentrer de France et dépeint l'effondrement progressif de son monde, à la fois interne et externe comme il a du mal avec les normes hypocrites et les valeurs conservatrices de la société coréenne. 
Les trois années suivantes, Haïlji publie quatre romans. À ce titre, il est aussi connu comme un romancier ne publiant que des romans et non des nouvelles, format très prisé en Corée du Sud. Durant cette période, il écrit Au carrefour des hippodromes (Gyeongmajang negeorieseo), Pour les hippodromes (Gyeongmajang-eul wihayeo), Un aulne dans l'hippodrome (Gyeongmajang-ui orinamu), Ce qui est arrivé dans l'hippodrome (Gyeongmajang-eseo saeng-gin il). Tous ses romans ont relativement choqué dans le monde littéraire coréen. Les évaluations critiques de ses œuvres varient d'un extrême à l'autre, et Haïlji s'est retrouvé impliqué dans une série de débats entre les conservateurs littéraires et les critiques, épisode maintenant largement connu comme la « controverse de l'hippodrome ». Ses travaux ultérieurs sont caractérisés par une atmosphère fantastique voire onirique et ont contribué à lui assurer un lectorat d'admirateurs impatients. 
En 1993, il a publié un « ciné-roman » intitulé Se souvenir de Mano Cabine (Mano Cabina-ui chu-eok). Il est également actif en tant que poète. Un volume de ses poèmes en anglais est paru en 1994 aux États-Unis Méditation bleue sur les horloges. En 2003, ses poèmes en français ont été publiés sous le titre Les Hirondelles dans mon tiroir. Il est peut-être le seul écrivain en Corée qui a écrit et publié ses œuvres dans plusieurs langues.
Haïlji commence à peindre en 2018 et réalise sa première exposition de peintures en 2019 à Séoul. Intitulée « Blue Meditation of the Cocks », elle est suivie par « Pilgrimage » en 2021. Cette même année il expose en France « Pilgrim Progress » à Vichy.